# Edward F. Edinger
Edward F. Edinger (13 de diciembre de 1922, en Cedar Rapids, Iowa, Estados Unidos-17 de julio de 1998, en Los Ángeles, California, Estados Unidos) fue médico psiquiatra, analista junguiano y escritor estadounidense.

## Biografía
Edward F. Edinger nació el 13 de diciembre de 1922 en Cedar Rapids, Iowa, obteniendo su B.A. en química en la Universidad de Indiana y su M.D. en la Universidad Yale en 1946. Fue médico militar en la Armada de los Estados Unidos en Panamá. En 1951, comenzó en Nueva York su análisis con Mary Esther Harding, que había estado asociada con Carl Gustav Jung.
Edinger fue psiquiatra supervisor en el Rockland State Hospital en Orangeburg, Nueva York, y más tarde miembro fundador de la C. G. Jung Foundation, en Manhattan y del C. G. Jung Institute de Nueva York. Fue presidente del instituto desde 1968 hasta 1979, cuando se mudó a Los Ángeles. Allí continuó su práctica durante 19 años, llegando a ser analista senior en el C. G. Jung Institute de Los Ángeles.
Falleció el 17 de julio de 1998 en su casa de Los Ángeles a los 75 años de edad. Según miembros de la familia debido a un cáncer de vejiga.

## Obra
Es considerado el analista junguiano más influyente en los Estados Unidos desde la década de los 50 hasta su muerte.
El doctor Edinger creía que muchas neurosis estaban asociadas con el declive de la religión y el dominio de la ciencia. Pensó que era importante para el afligido llegar a comprender elementos de la religión, la filosofía, la literatura e incluso la alquimia para sanar y crecer.
"Enseñó que el objetivo en el análisis para el yo era establecer contacto con una personalidad superior dentro de la psique, fortalecer el eje yo-sí-mismo", dijo el Dr. George R. Elder, un amigo y terapeuta en Ocean Ridge, Florida.
El doctor Edinger enseñó que las personas con neurosis o psicosis podrían beneficiarse de una toma de conciencia de sus dimensiones espirituales y creativas y de pensar en términos de los arquetipos que los artistas y sabios usan. Para los junguianos, el término arquetipo hace referencia a categorías en lo inconsciente colectivo que a menudo aparecen como imágenes literarias o religiosas de, por ejemplo, la Gran Madre o el Padre Espiritual.
El doctor Edinger miró hacia adelante a una época en que las ideas de Jung curarían un mundo roto, y una vez dijo, "La psicología de Jung no sólo ofrece un método para la curación psicológica de los individuos, sino también una nueva visión del mundo para el hombre occidental que propone la posibilidad de curar la escisión en la psique colectiva contemporánea".
En resumen, el doctor Edinger predijo que el mundo un día se volvería hacia Jung para una visión esperanzadora de cosas después de una erupción inminente de "caos en grandes proporciones".
El doctor Edinger dio a los escritos de Jung - plasmados con "un sabor germano-suizo" - un acento americano, utilizando Moby-Dick, por ejemplo, para mostrar la necesidad de curar la escisión entre el yo y el sí-mismo.
Su trabajo final publicado en 1999 analiza el Libro de la Revelación como un texto psicológico.
Entre sus otros libros destacan Ego and Archetype: Individuation and the Religious Function of the Psyche (1972), Anatomy of the Psyche: Alchemical Symbolism in Psychotherapy (1968) y Creation of Consciousness (1995).
Listado de trabajos
Edward F. Edinger desarrolló una prolífica obra:
- Ego and Archetype: Individuation and the Religious Function of the Psyche (en español Ego y arquetipos. Una ventana a los símbolos de transformación, editorial Sirena de los Vientos, 2018)
- Anatomy of the Psyche: Alchemical Symbolism in Psychotherapy (en español Anatomía de la psique. Simbolismo alquímico en psicoterapia, editorial Sirena de los Vientos, 2022)
- The Creation of Consciousness: Jung's Myth for Modern Man (en español La creación de la consciencia. El mito de Jung para el hombre moderno, editorial Sirena de los Vientos, 2024)
- Encounter With the Self: A Jungian Commentary on William Blake's Illustrations of the Book of Job
- The Bible and the Psyche: Individuation Symbolism in the Old Testament (en español La Biblia y la psique. El simbolismo de la individuación en el Antiguo Testamento, editorial Sirena de los Vientos, 2023)
- The Christian Archetype: A Jungian Commentary on the Life of Christ (en español El arquetipo crístico. Comentario junguiano de la vida de Cristo, editorial Sirena de los Vientos, 2019)
- Living Psyche: A Jungian Analysis in Pictures Psychotherapy
- Goethe's Faust: Notes for a Jungian Commentary
- Transformation of Libido: A Seminar on C.G. Jung's Symbols of Transformation
- Transformation of the God-Image: An Elucidation of Jung's Answer to Job (en español Transformación de la imagen de Dios. Una interpretación del libro de Jung «Respuesta a Job», editorial Sirena de los Vientos, 2024)
- The Mystery of the Coniunctio: Alchemical Image of Individuation
- The Mysterium Lectures: A Journey through C.G. Jung's Mysterium Coniunctionis
- Melville's Moby Dick: An American Nekyia
- Melville’s Moby-Dick: A Jungian Commentary. An American Nekyia
- The New God-Image: A Study of Jung's Key Letters Concerning the Evolution of the Western God-Image
- The Aion Lectures: Exploring the Self in C.G. Jung's Aion (en español Las conferencias sobre «Aion». Explorando el sí-mismo en el libro «Aion» de C. G. Jung, editorial Sirena de los Vientos, 2025)
- The Psyche in Antiquity: Early Greek Philosophy: From Thales to Plotinus
- The Psyche in Antiquity: Gnosticism and Early Christianity: From Paul of Tarsus to Augustine
- Ego and Self: The Old Testament Prophets. From Isaiah to Malachi
- Eternal Drama: The Inner Meaning of Greek Mythology
- The Psyche on Stage: Individuation Motifs in Shakespeare and Sophocles
- Archetype of the Apocalypse: Divine Vengeance, Terrorism, and the End of the World
- Science of the Soul: A Jungian Perspective
- The Sacred Psyche: A Psychological Approach to the Psalms
- An American Jungian: In Honor of Edward F. Edinger

## Archivos de Edinger
En 2022 fueron puestos en línea los archivos de los documentos de Edinger de la Biblioteca del Congreso de Estados Unidos.

## Edición en español
La obra de Edinger está siendo traducida por la editorial española Sirena de los Vientos:
- Las conferencias sobre «Aion». Explorando el sí-mismo en el libro «Aion» de C. G. Jung. Colección Despertar conciencia. Madrid: Editorial Sirena de los vientos. 2025. ISBN 978-84-88540-44-7.
- La creación de la consciencia. El mito de Jung para el hombre moderno. Colección Despertar conciencia. Madrid: Editorial Sirena de los vientos. 2024. ISBN 978-84-88540-39-3.
- Transformación de la imagen de Dios. Una interpretación del libro de Jung «Respuesta a Job». Colección Despertar conciencia. Madrid: Editorial Sirena de los vientos. 2024. ISBN 978-84-88540-37-9.
- La Biblia y la psique. El simbolismo de la individuación en el Antiguo Testamento. Colección Despertar conciencia. Madrid: Editorial Sirena de los vientos. 2023. ISBN 978-84-88540-32-4.
- Anatomía de la psique. Simbolismo alquímico en psicoterapia. Colección Despertar conciencia. Madrid: Editorial Sirena de los vientos. 2022. ISBN 978-84-88540-26-3.
- El arquetipo crístico. Comentario junguiano de la vida de Cristo. Colección Despertar conciencia. Madrid: Editorial Sirena de los vientos. 2019. ISBN 978-84-88540-15-7.
- Ego y arquetipos. Una ventana a los símbolos de transformación. Colección Despertar conciencia. Madrid: Editorial Sirena de los vientos. 2018. ISBN 978-84-88540-10-2.